# Hydropus atramentosus
Hydropus atramentosus är en svampart som tillhör divisionen basidiesvampar, och som först beskrevs av Károly Kalchbrenner, och fick sitt nu gällande namn av František Kotlaba och Zdeněk Pouzar. Hydropus atramentosus ingår i släktet Hydropus, och familjen Porotheleaceae. Arten har ej påträffats i Sverige.

## Bildgalleri

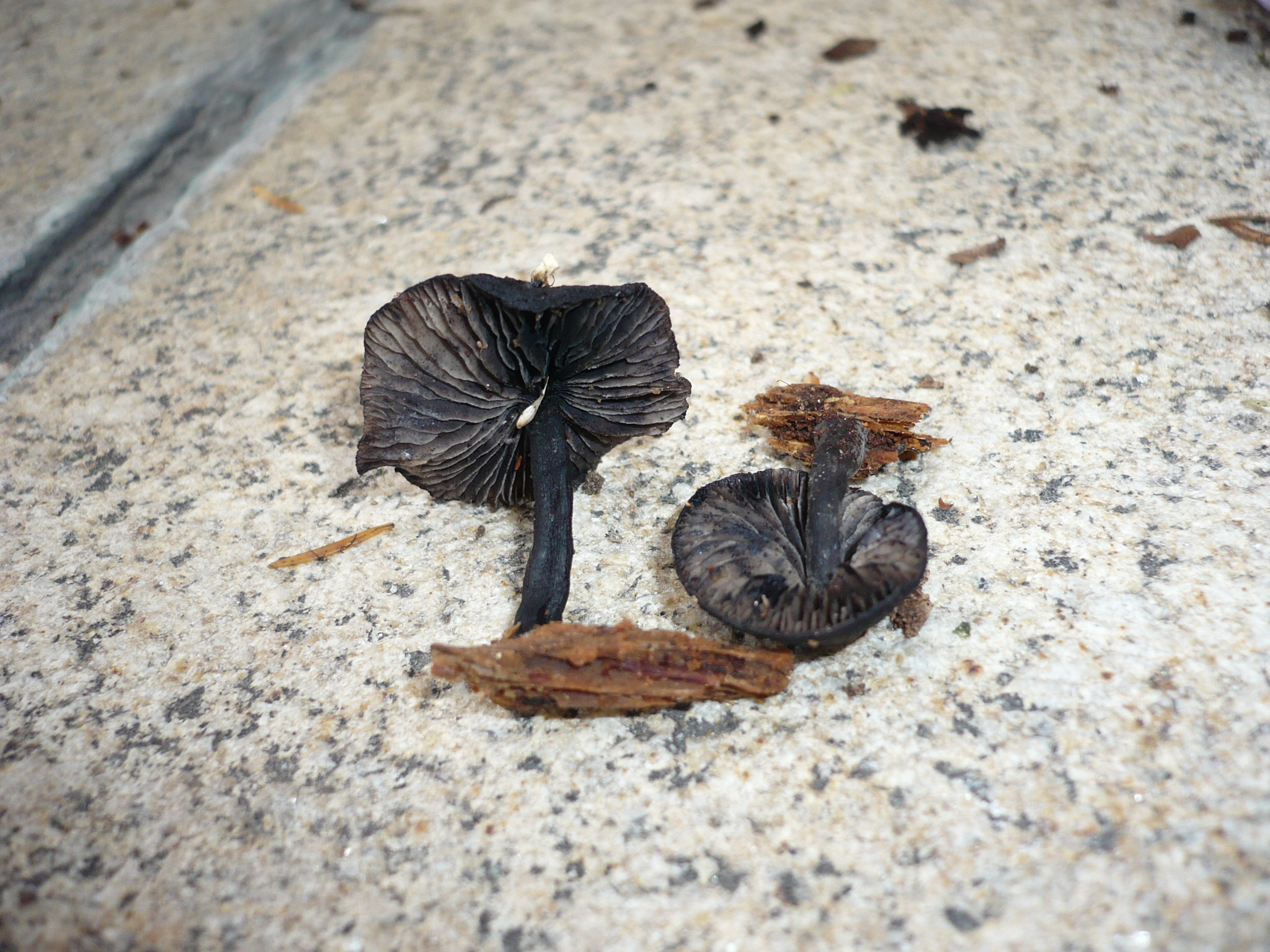